# Uszatka jamajska
Uszatka jamajska (Asio grammicus) – gatunek średniej wielkości ptaka z rodziny puszczykowatych (Strigidae). Słabo poznany ptak występujący na Jamajce, według IUCN nie jest zagrożony wyginięciem.

## Zasięg występowania
Uszatka jamajska występuje endemicznie na terenie całej Jamajki.

## Taksonomia
Gatunek ten po raz pierwszy naukowo opisał w 1847 roku angielski przyrodnik Philip Henry Gosse, nadając mu nazwę Ephialtes grammicus. Jako miejsce typowe odłowu holotypu autor wskazał Tait-Shafton na Jamajce. Holotypem była dorosła samica, schwytana rankiem 6 kwietnia, gdy siedziała na drzewie mango.
Niektóre ujęcia systematyczne sugerują, że takson ten jest ściśle związany z uszatką krzykliwą (Asio clamator) i uszatką ciemną (Asio stygius) i że wszystkie trzy gatunki powinny być umieszczone razem w rodzaju Pseudoscops. Nowsze badania oparte na danych genetycznych potwierdzają jednak, że uszatka jamajska powinna być umieszczana w monotypowym rodzaju. Jednak badania przeprowadzone w 2020 roku przez Saltera i współpracowników sugerują, że Pseudoscops jest zagnieżdżony w Asio i nie jest taksonem siostrzanym A. clamator. Gatunek monotypowy.

### Etymologia
- Asio: łac. asio, asionis lub axio, axionis „jakiś rodzaj uszatej słowy”[13].
- Pseudoscops: gr. ψευδος pseudos „fałszywy”; σκωψ skōps, σκωπος skōpos „syczek”[14].
- grammicus: łac. grammicus „prążkowany”, od gr. γραμμικος grammikos „linowy”, od γραμμη grammē „linia”, od γραφω graphō „pisać”[15].

## Morfologia
Długość ciała 27–34 cm; długość skrzydła 197–229 mm, ogona 96–131 mm.
Dobrze rozwinięta szlara koloru rudego, na krawędziach biała i czarna, dobrze widoczne pióra przypominające uszy; górne partie ciała rude, z drobnymi, czarnymi, falistymi liniami; piersi i brzuch rude z wąskimi, ciemnobrązowymi smugami; lotki i ogon krótkie, z nieregularnie ciemnobrązowym okratowaniem. Oczy ciemne, dziób jasnoniebieskoszary; nagie palce koloru szarego. U młodych ptaków górne partie ciała jaśniejsze, tył ciała jasnoszarawo-brązowy, reszta upierzenia matowo cynamonowo-płowa.

## Ekologia
Odzywa się wysokim, drgającym pohukiwaniem oraz gardłowym warczeniem. Dość często słychać, gdy powtarza w kilkusekundowych odstępach głośne „k-kwoarrr”.
Gatunek osiadły, zamieszkujący otwarte lasy, skraje lasów, czasem otwarte tereny parków; zalatuje również do ogrodów, w których są drzewa. Spotykany głównie na obszarach przybrzeżnych i nizinnych, rzadziej w górach. Prowadzi ściśle nocny tryb życia, regularnie korzysta z tej samej żerdzi.
Poluje na owady, zwłaszcza chrząszcze, i pająki; zjada również myszy, jaszczurki, płazy bezogonowe i być może małe ptaki.
Lęgi przypadają prawdopodobnie na okres od grudnia do czerwca, gniazdo znajduje się w naturalnym zagłębieniu dużego drzewa lub w rozwidleniu drzewa ukryte wśród roślinności; samica składa 2 jaja. Jaja wysiaduje wyłącznie samica, samiec w tym okresie przynosi jej pożywienie. Brak innych informacji.

## Status zagrożenia i ochrona
W Czerwonej księdze gatunków zagrożonych Międzynarodowej Unii Ochrony Przyrody nieprzerwanie od 1988 roku zaliczany jest do kategorii LC (ang. Least Concern – najmniejszej troski). Gatunek o ograniczonym zasięgu, globalna wielkość populacji nie została oszacowana, ale ptak ten opisywany jest jako dość pospolity. Obszerne wycinanie lasów prawdopodobnie zmniejszyło jego zasięg i liczebność.